# Culoptila aluca
Culoptila aluca är en nattsländeart som beskrevs av Martin E. Mosely 1954. Culoptila aluca ingår i släktet Culoptila och familjen stenhusnattsländor. Inga underarter finns listade i Catalogue of Life.